# Fluorometolone
Fluorometolone è una molecola di tipo corticosteroideo. Fra gli steroidi impiegati in oftalmologia, è il composto che determina, assieme al clobetasone, il grado minore di aumento del tono oculare nei soggetti che sono sensibili agli steroidi. In Italia è venduto dalla società farmaceutica Tubilux Pharma S.p.A con il nome commerciale di Fluaton nella forma farmacologica di collirio alla concentrazione dello 0.1%.

## Farmacodinamica
Fluorometolone è estremamente efficace quando utilizzato nella terapia dei disturbi infiammatori del segmento anteriore dell'occhio.
L'aspetto peculiare della molecola consiste nel non aver mai dato luogo ad un significativo aumento della pressione endoculare, perfino nei trattamenti di lunga durata (oltre il mese).
La molecola è dotata di spiccata attività antinfiammatoria locale (superiore di circa 40 volte quella del cortisone). Fluorometolone determina una riduzione del numero delle cellule flogistiche così come della produzione di fibrina. Tuttavia il composto, similmente ad altri steroidi, diminuisce la capacità di cicatrizzazione.

## Farmacocinetica
Il farmaco utilizzato per via topica è assorbito senza alcun problema sia dalla cornea intatta che da quella lesa. A seguito della somministrazione topica l'assorbimento sistemico è sostanzialmente irrilevante.

## Usi clinici
Il farmaco trova indicazione nel trattamento delle forme infiammatorie acute e subacute del segmento anteriore dell'occhio, della congiuntiva palpebrale e bulbare, nonché della cornea .

## Effetti collaterali
Gli eventi avversi che ricorrono maggiormente a seguito della applicazione topica sono: senso di bruciore, arrossamento ed irritazione locale. Un utilizzo prolungato nel tempo determina un maggior rischio di comparsa di glaucoma, nevrite ottica, deficit di acuità visiva e del campo visivo, cataratta subcapsulare posteriore.

## Controindicazioni
Fluorometolone è controindicato nei soggetti che presentano ipersensibilità nota al principio attivo oppure ad uno qualsiasi degli eccipienti utilizzati nella formulazione farmacologica.
Controindicato anche nei pazienti che presentano malattie sostenute da virus a carico della cornea, in particolare nelle forme causate da herpes simplex e nelle cheratiti ulcerative. È altresì controindicato nelle congiuntiviti purulente e nelle infezioni micotiche dell'occhio.